# 우아즈주의 캉통
프랑스 우아즈주에는 총 21개의 캉통이 속해 있다. 2015년 3월 행정구역 총개편으로 인해 현재는 다음과 같이 설치되어 있다.
- 보베 1
- 보베 2
- 샹티이
- 쇼몽탕벡생
- 클레르몽
- 콩피에뉴 1
- 콩피에뉴 2
- 크레일
- 크레피양발루아
- 에스트레생드니
- 그랑빌리에르
- 메뤼
- 몽타테르
- 무이
- 낭퇴이르오두앵
- 노장쉬르우아즈
- 노용
- 퐁생트막상스
- 생쥐탕쇼세
- 상리
- 투로트